# Département des Monnaies, médailles et antiques de la Bibliothèque nationale de France
Pour les articles homonymes, voir Cabinet des médailles et Cabinet du roi.
Le département des Monnaies, médailles et antiques conserve, communique et met en valeur les collections de numismatique et d'antiquités de la Bibliothèque nationale de France. Il est également connu sous les noms de Cabinet des médailles et de Cabinet du roi.
Héritier du Cabinet des médailles des rois de France, il est l'un des plus anciens musées français, ouvert aux érudits dès le milieu du XVIIIe siècle et à un public plus large dès 1791, ayant en quelque sorte, conservé son appellation d'origine : il est situé sur le site traditionnel de la BnF, (58 rue de Richelieu / 5 rue Vivienne), dans le 2e arrondissement de Paris.

## Histoire

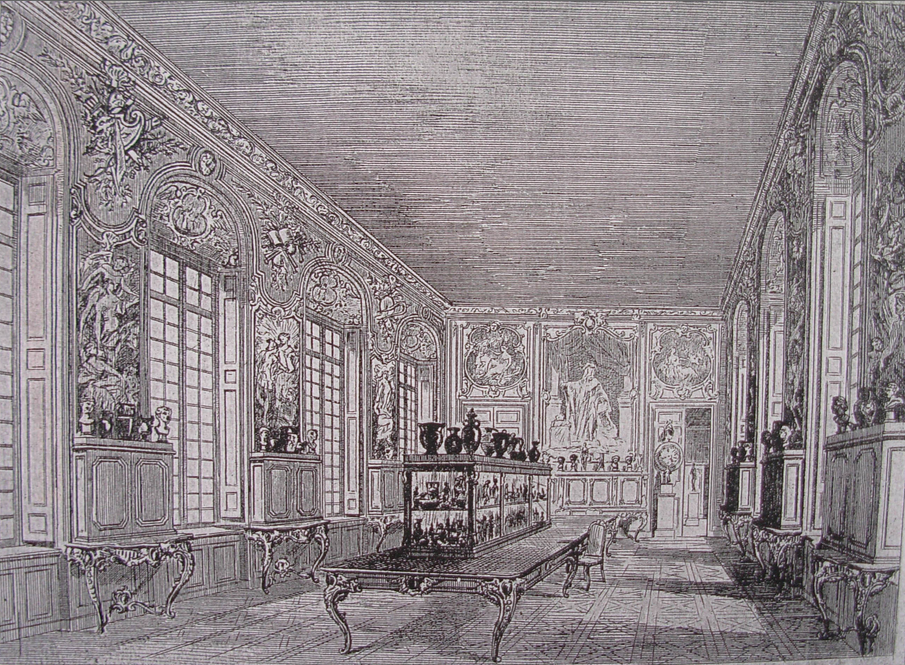
Le Salon Louis XV en 1741, dans l'hôtel de Nevers, rue de Richelieu, tel qu'on se le représentait en 1861, peu avant les travaux (La Gazette des beaux-arts, tome 10).

Le département des Monnaies, médailles et antiques de la Bibliothèque nationale de France abrite les collections de bijoux, de pierres gravées (intailles et camées), de sculptures et céramiques antiques, et de « médailles » (nom donné, jusqu'au XIXe siècle, aux monnaies antiques) rassemblées par les rois de France depuis le Moyen Âge. Elles sont alors constituées pour le plaisir du souverain et de ses proches, mais aussi comme réserve métallique de sécurité.
C'est François Ier qui, le distinguant du domaine et patrimoine royal — auquel il appartient de jure —, lui attribue une véritable existence entre les murs du château de Fontainebleau. Cette première collection est ensuite continuée par Catherine de Médicis. Au sortir des guerres de religion, Charles IX, qui règnera de 1560 à 1574, crée l'office de « garde particulier des médailles et antiques du roi » pour protéger le patrimoine de la Couronne. Le premier garde qui laisse une trace conséquente dans son rôle est Pierre-Antoine de Rascas de Bagarris, nommé par Henri IV.
Le Cabinet prend son véritable essor sous Louis XIV : héritier du cabinet de curiosités de son oncle, Gaston d'Orléans, il enrichit ses collections de nombreuses acquisitions, dont le trésor de Childéric Ier, donné par l'empereur Léopold Ier en 1665. L’abbé Breunot, déjà responsable des collections de Gaston d'Orléans, fut nommé intendant chargé du Cabinet. Le 15 novembre 1666, un déséquilibré s’introduisit dans le Cabinet, à la faveur du séjour de la Cour à Saint-Germain-en-Laye. L'abbé Breunot, âgé de près de 75 ans, était demeuré au Louvre. L’intrus, peut-être surpris par le vieillard, le larda de coups de couteau et prit la fuite par la corniche. La garde, avertie par des couvreurs, abat le meurtrier, dont le corps alla s’écraser sur le pavé de la Cour carrée:25-34.
Quelques jours après ce drame, du Louvre, Colbert persuade le roi de faire transférer le Cabinet rue Vivienne, au sein de la Bibliothèque du roi. En 1682, paraît le premier recueil des médaillons du Cabinet de Louis XIV soit quarante et une planches gravées par Gilles Jodelet de La Boissière : ce volume, commandé par Colbert, ne connut pas de suite, du fait de la mort du ministre.
Puis, le Cabinet passe au château de Versailles en février 1684, où le roi fait aménager une pièce. Les travaux sont supervisés par Louvois et engagent des dépenses importantes, soit 90 000 livres pour la seule année 1685, incluant l'édition d'un inventaire critique édité sous la forme de publications illustrées et rédigées par des savants.
En 1717, l’abbé de Louvois décide le rapatriement du Cabinet depuis Versailles à Paris, et ce fut fait en 1741, où il prend place dans l'ancien salon de la marquise de Lambert loué dans l'ancien hôtel de Nevers, côté rue de Richelieu, sur l'actuel site Richelieu de la bibliothèque nationale et il est ouvert au public cette même année. Entretemps, Jules-Robert de Cotte l'aménage de 1720 à 1740, le transformant en un somptueux endroit appelé « Le Salon Louis XV », qui fut, malheureusement, détruit dans les années 1860, lors des travaux de réaménagements du quartier : le musée conserve encore aujourd'hui les médailliers de l'époque et les peintures de Boucher, Natoire et Van Loo. Toutefois, Jean-Louis Pascal, quand il conçoit et construit l’actuel département des monnaies et médailles entre 1890 et 1913, le plaçant dans la toute nouvelle aile de la Bibliothèque sur la rue Vivienne, décide, en concertation avec le directeur du département Ernest Babelon, d’y reconstituer le Salon Louis XV : l'inauguration ayant eu lieu en 1917.
Le musée se forge, entretemps, une renommée croissante, s'attirant de nombreux dons et legs : en 1776, l'abbé Barthélemy lui adjoint par acquisition la collection de 32 500 monnaies grecques antiques de Joseph Pellerin, sans compter les antiques du comte de Caylus au XVIIIe siècle ou, en 1862, de ceux du duc de Luynes.
Partie intégrante de la Bibliothèque impériale, puis de la Bibliothèque nationale, le Cabinet continue à enrichir ses fonds. En 1917, il est installé au premier étage du bâtiment de la Bibliothèque nationale donnant côté rue Vivienne. À l'occasion de la rénovation du site Richelieu, la création d'un musée de plus grande ampleur - galerie Mazarine, salle des Colonnes, Cabinet précieux, salle de Luynes, salle Barthélémy et Rotonde des Arts du spectacle - est prévue ; il expose des collections issues de tous les départements de la BNF. Il ouvre en septembre 2022.

### Vols

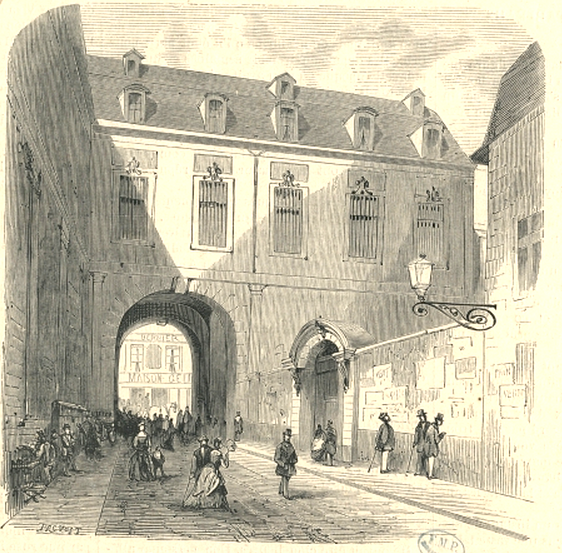
Vue artistique de l'ancienne Arcade Colbert : le Cabinet se trouvait juste au-dessus (L'Illustration, 1868).

Outre les périodes troubles et quelques soupçons qui pesèrent sur certains commis (par exemple sur Pierre de Carcavi), on compte deux grands vols commis dans les lieux.
Le premier a lieu dans la nuit du 17 février 1804, alors que les pompiers de garde en faction sous le local du Cabinet, dormaient. Les voleurs s'introduisent en passant, à l'aide de perches, par l'arcade Colbert (Voir illustration ci-contre). La liste des rapines est ensuite publiée dans toute la France et comprend la fameuse Grande sardonys, le Vase des Ptolémées, le Calice Suger, soit en totalité huit objets considérés alors comme invendables. Le pied en or du vase n’a jamais été récupéré, ayant été fondu par le receleur.
Le second a lieu début novembre 1831:271-2 : le 6, on publie la liste des objets, soit 2 000 monnaies et médailles en or et des objets là aussi invendables comme la « Coupe de Charlemagne », l’« anneau royal de Childéric », le « sceptre de Louis le Débonnaire »… Rappelé à l'aide, Vidocq enquête sur ce vol, et finit par découvrir un réseau impliquant un ancien bagnard, ainsi qu'un bijoutier parisien, frère de Delphine Jacquot d'Andelarre, laquelle conservait chez elle des pièces volées, mais qui réussit à se réfugier en Suisse. Les pertes avaient été considérables ; les collections de médaillons de Louis XIV, une partie des acquisitions de Barthélémy, dont la monnaie de 36 solidi d'or (164 g) datant de l'empereur Justinien, découverte en 1751, tout finit sans doute fondu, mais le pire est la disparition de la plupart des pièces du trésor de Childéric. Menacé de suspension, le conservateur Raoul-Rochette, secondé par Jean-Antoine Letronne, réussit toutefois à garder son poste.

## Collections

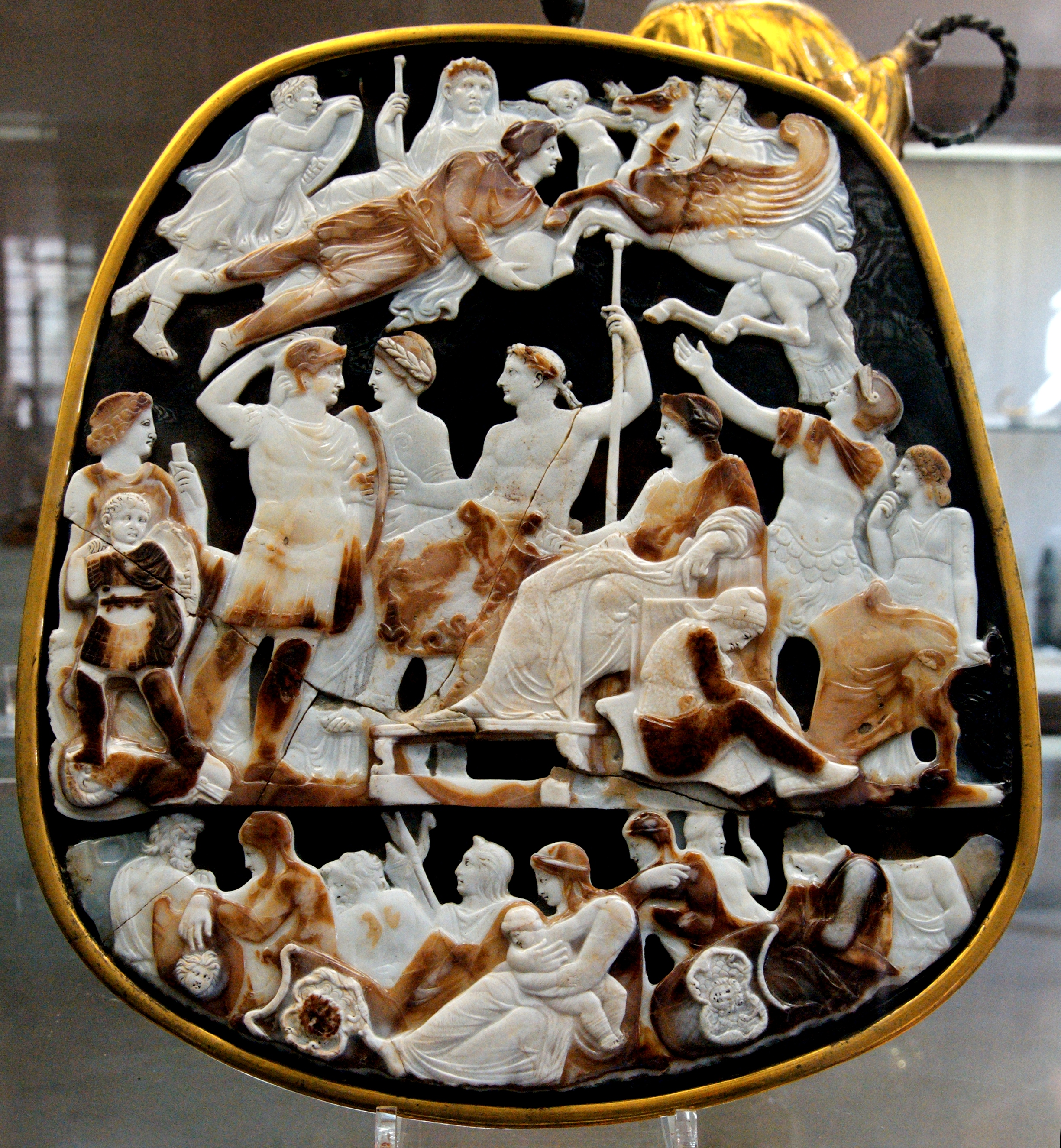
Le Grand Camée de France, camée en sardonyx à cinq couches, Rome, vers 23 ap. J.-C..

Le Cabinet des médailles abrite 520 000 monnaies et médailles. Les monnaies, majoritaires, sont réparties en plusieurs collections :
- monnaies issues du sol français, de la Gaule à nos jours (60 000 objets) ;
- monnaies grecques et romaines (225 000 objets) ;
- monnaies orientales, du Proche à l'Extrême-Orient (55 000 objets) ;
- autres monnaies étrangères (45 000 exemplaires)[b].

S'y ajoutent d'autres objets numismatiques : médailles (93 000 objets) et jetons (20 000 objets), de la Renaissance à nos jours.
Le département des Monnaies, médailles et antiques renferme également 35 000 objets non monétaires, dont :
- le trésor de Berthouville, un ensemble de pièces d'argenterie exceptionnel de l'époque romaine;
- des camées et intailles (20 000 objets), dont le Grand Camée de France ;
- des céramiques grecques et étrusques ;
- le caillou Michaux, premier monument d'écriture babylonienne (cunéiforme) arrivé en Europe, découvert par le botaniste André Michaux ;
- des ivoires tardo-antiques et byzantins, dont une série de diptyques consulaires et le célèbre Ivoire Romanos[14] ;
- des verres moulés et soufflés, grecs et romains ;
- des sculptures égyptiennes, grecques ou romaines ;
- des pièces d'argenterie sassanides ou islamiques.
- différents objets d'art issus du trésor de Saint-Denis et du trésor de la Sainte-Chapelle (d'autres pièces sont au musée du Louvre).
- le trône de Dagobert, siège en bronze d'époque carolingienne.
- des pièces d'échecs, dont celles de l'échiquier de Charlemagne
- le trésor de Gourdon, un ensemble mérovingien du VIe siècle comprenant un calice, une patène en or et une centaine de monnaies en or

## Publications et recherches
Le département abrite un important fonds documentaire relatif à ses collections composé de 80 000 ouvrages. Centre de documentation et de recherche, il publie la série des Trésors monétaires (29 volumes et deux suppléments, de 1979 à 2022).
Le département sert également de référent national aux expertises dans les domaines de la numismatique et de la glyptique. Le programme « Trouvailles monétaires » créé en 1978 vise à répertorier, à étudier, à valoriser et à publier les découvertes monétaires effectuées sur le territoire français.
Il est également le siège de la Société française de numismatique.
Il publie à partir de 1976 le BNCMR (Bibliothèque Nationale. Catalogue des Monnaies de l’Empire Romain) :
- Jean-Baptiste Giard, BNCMER I, Auguste, Paris, 1re éd. 1976 ; 3e éd., 2001
- Jean-Baptiste Giard, BNCMER II, de Tibère à Néron, Paris, 1988
- Jean-Baptiste Giard, BNCMER III, du soulèvement de 68 à Nerva, Paris, 1998
- Paul-André Besombes, BNCMER IV, Trajan, 2008[15].
- Sylviane Estiot, BNCMER XII.1, d’Aurélien à Florien. 270-276 ap. J.-C., Paris, 2004[16].

## Quelques trésors

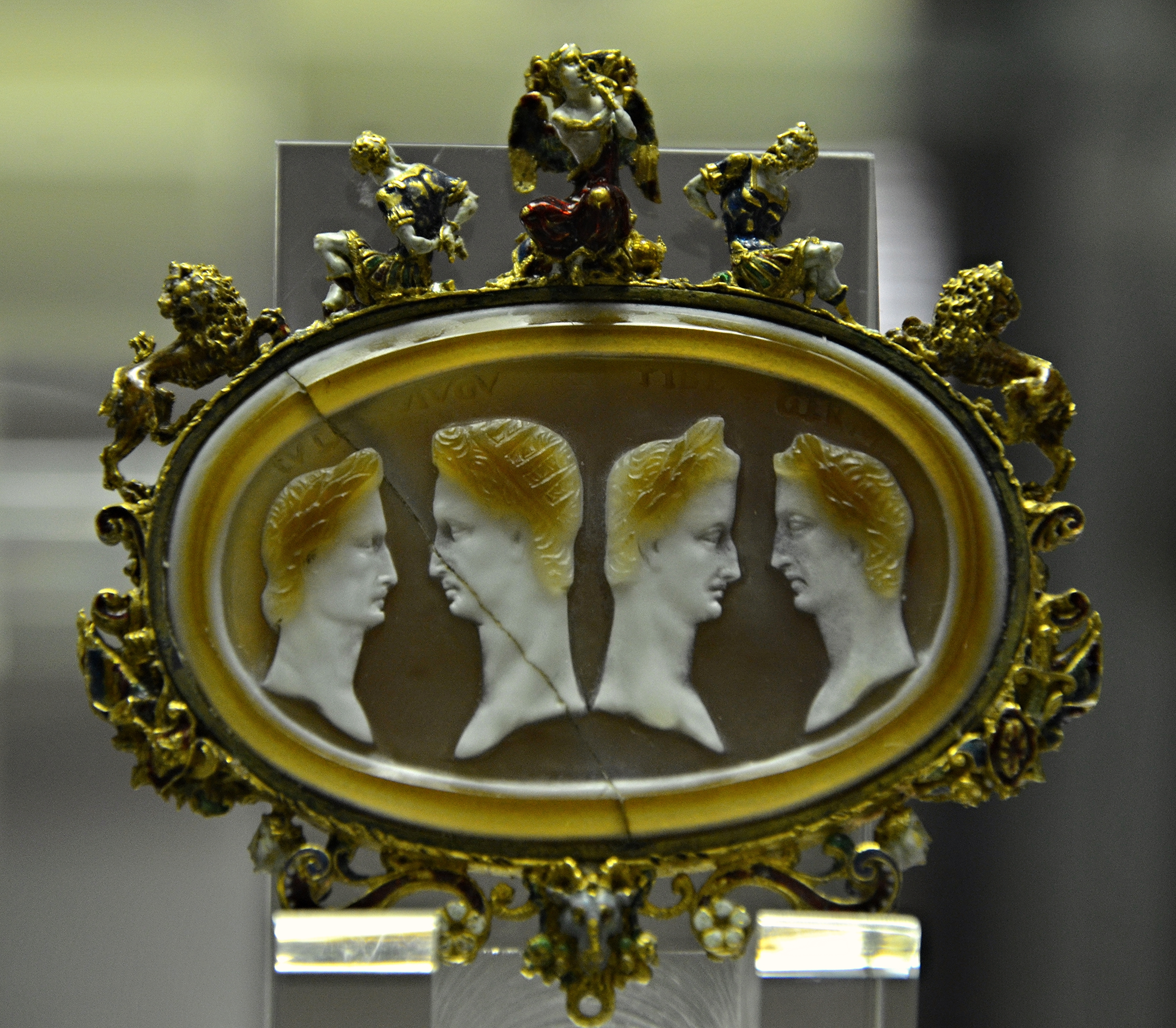
Camée époque romaine, monture du XVIe siècle.
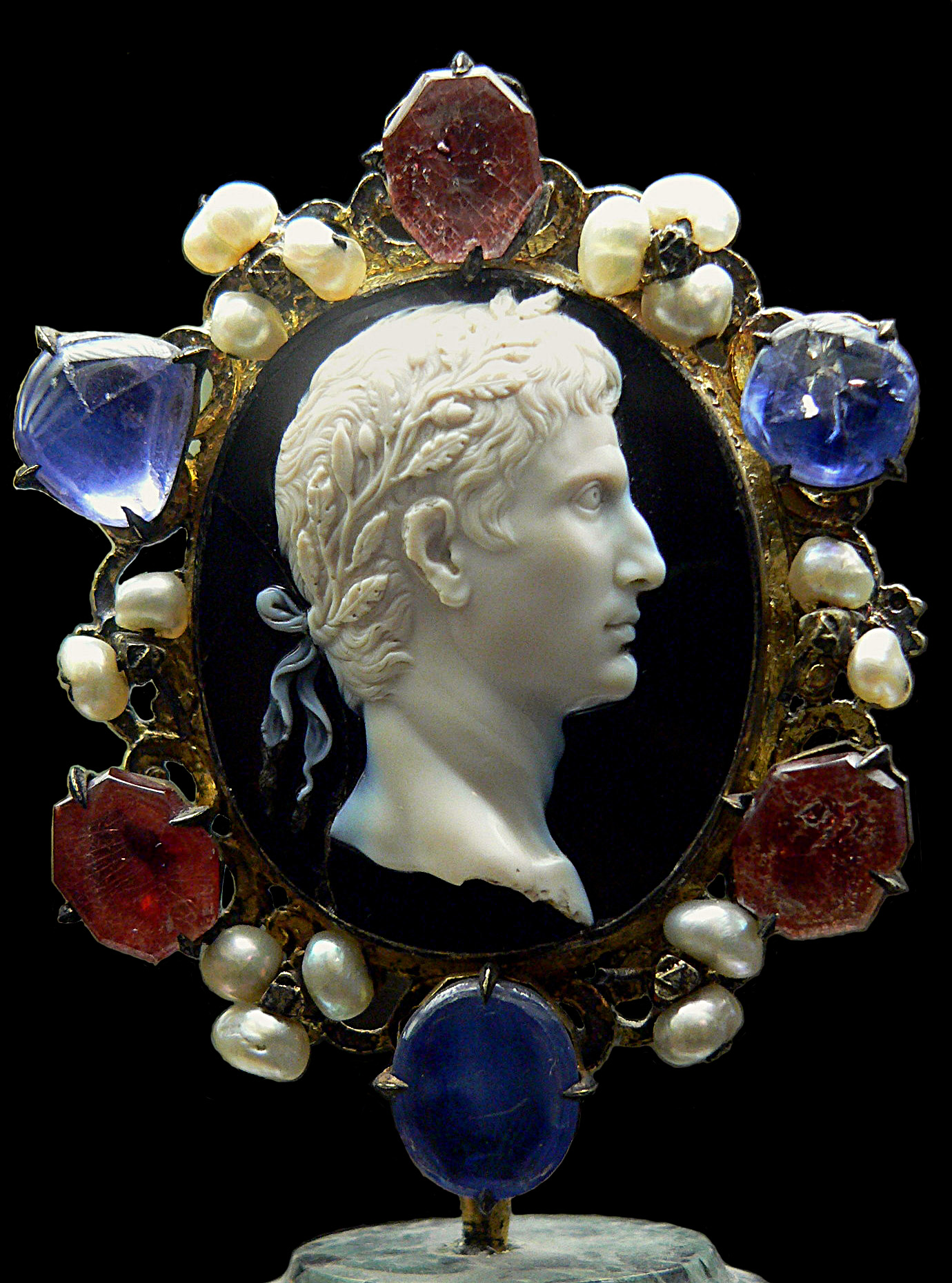
Camée d'Auguste
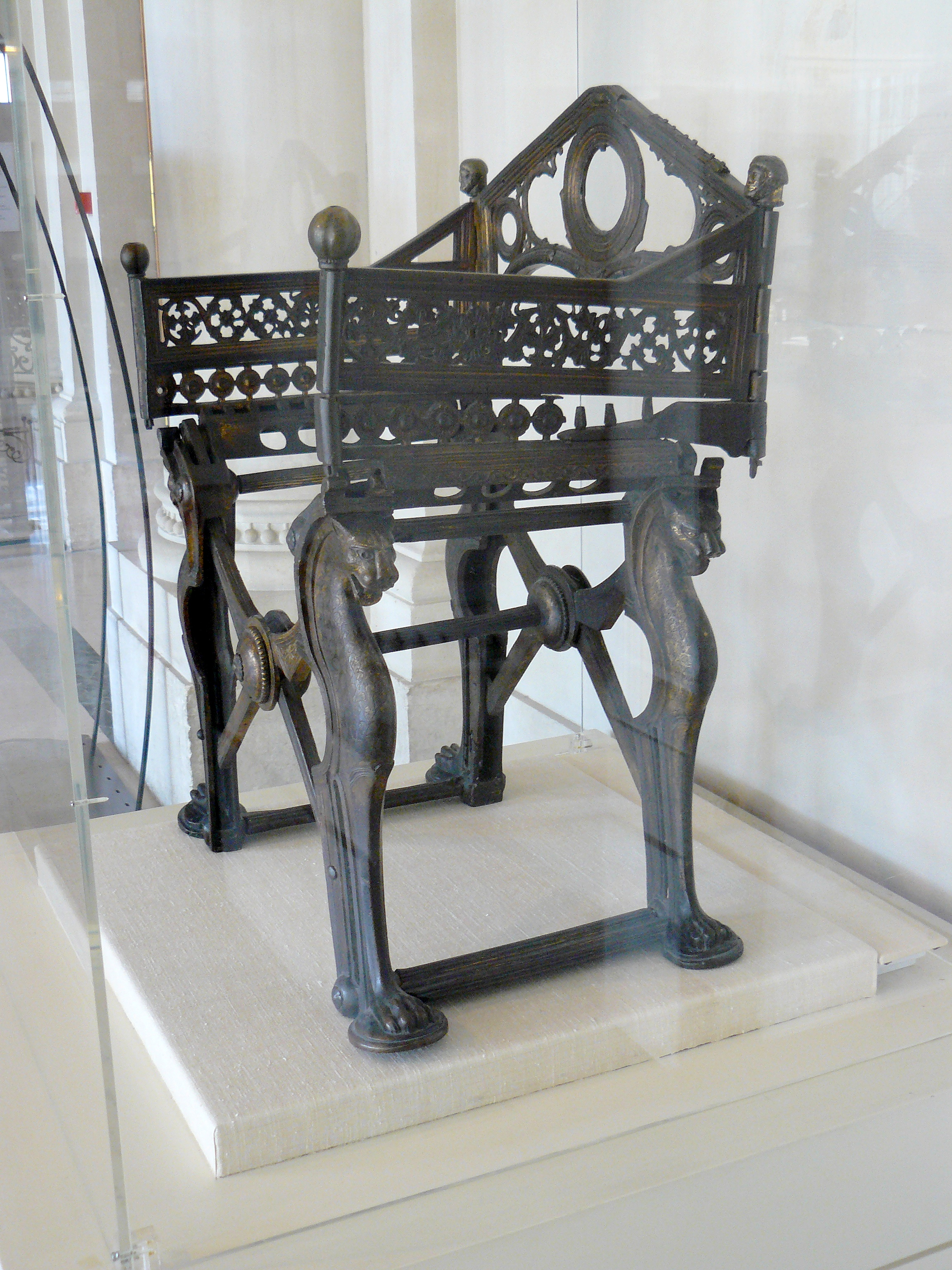
Le trône de Dagobert
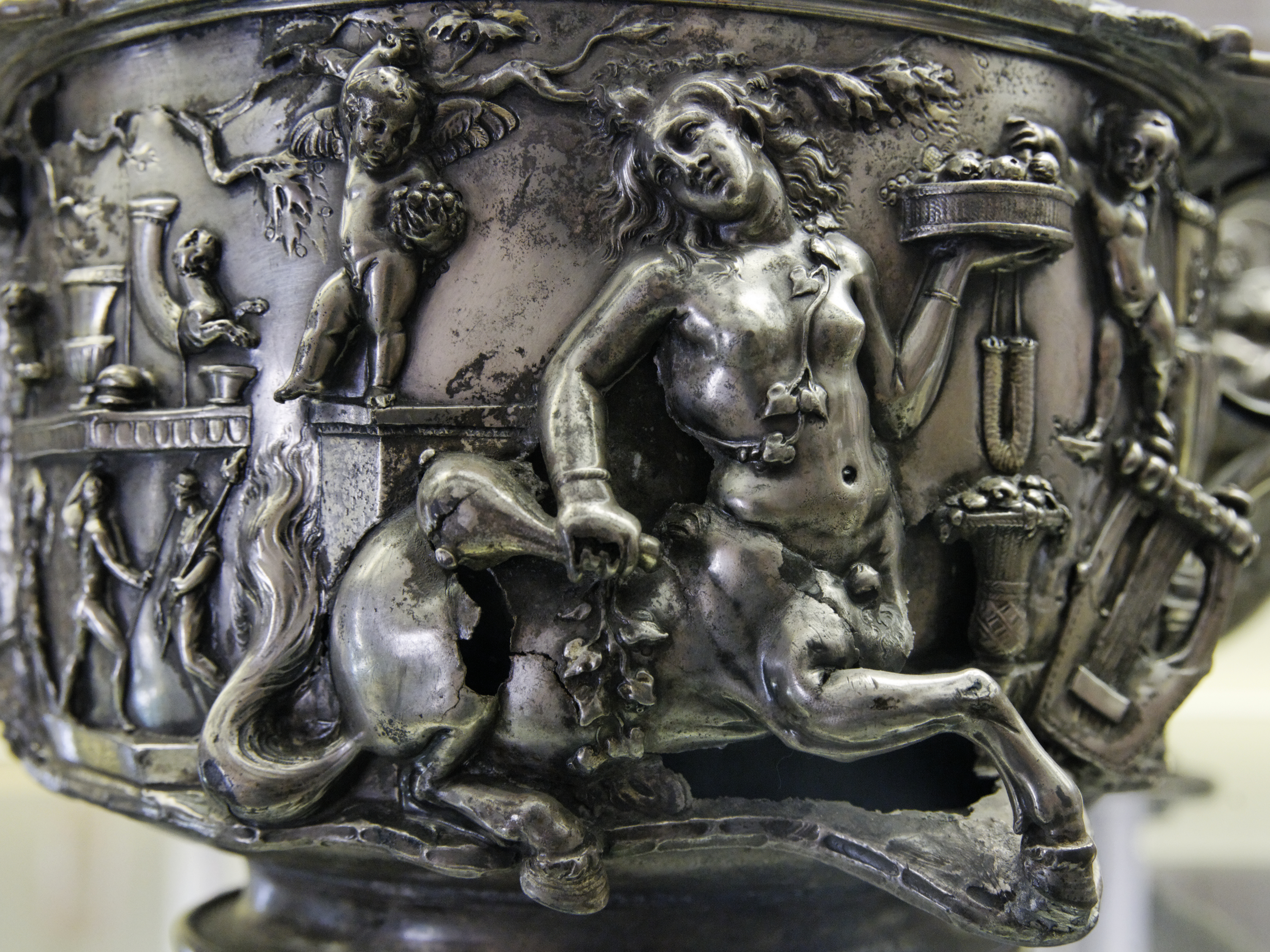
Coupe au centaure, trésor de Berthouville
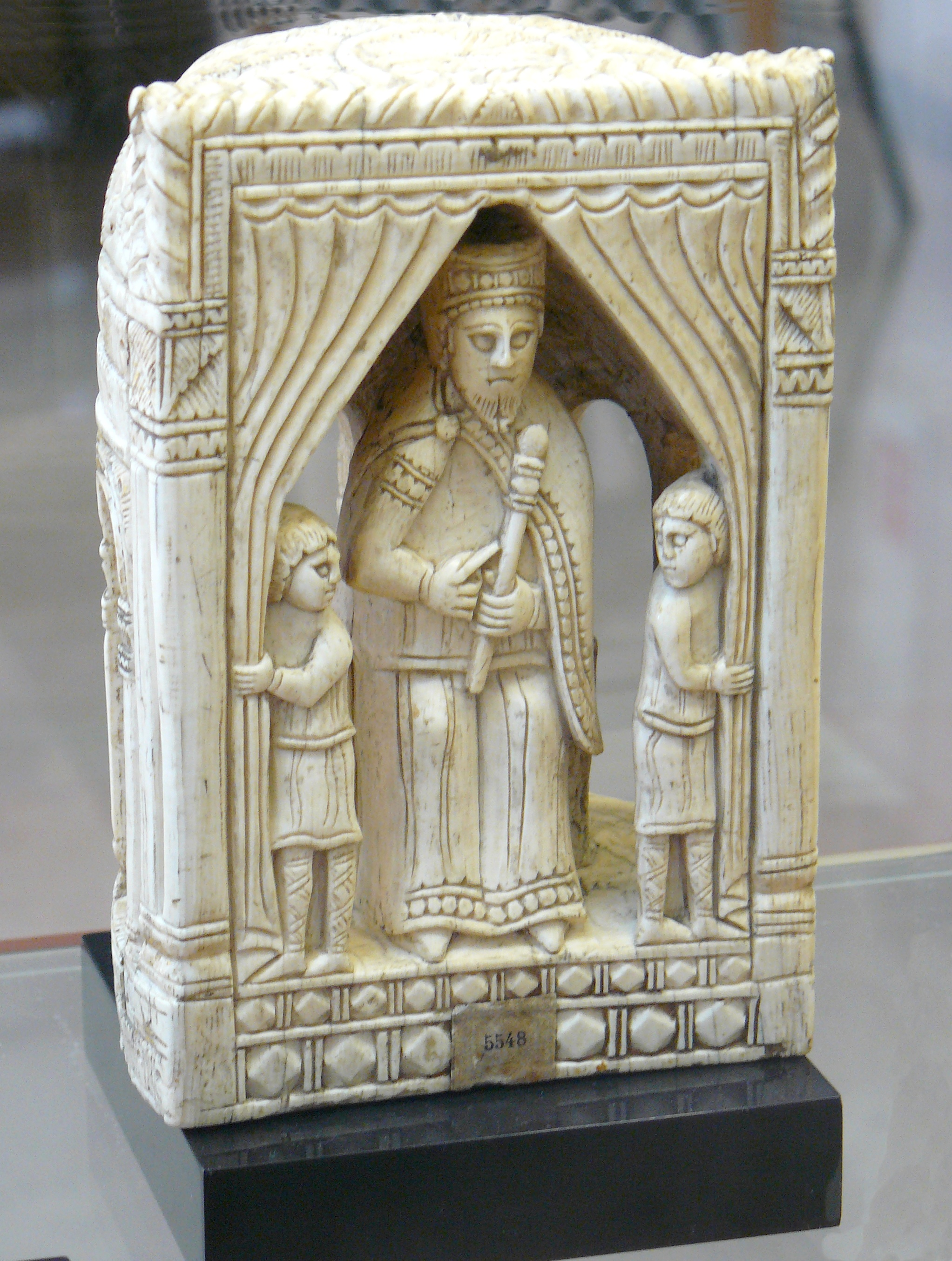
Pièce en ivoire, échiquier de Charlemagne
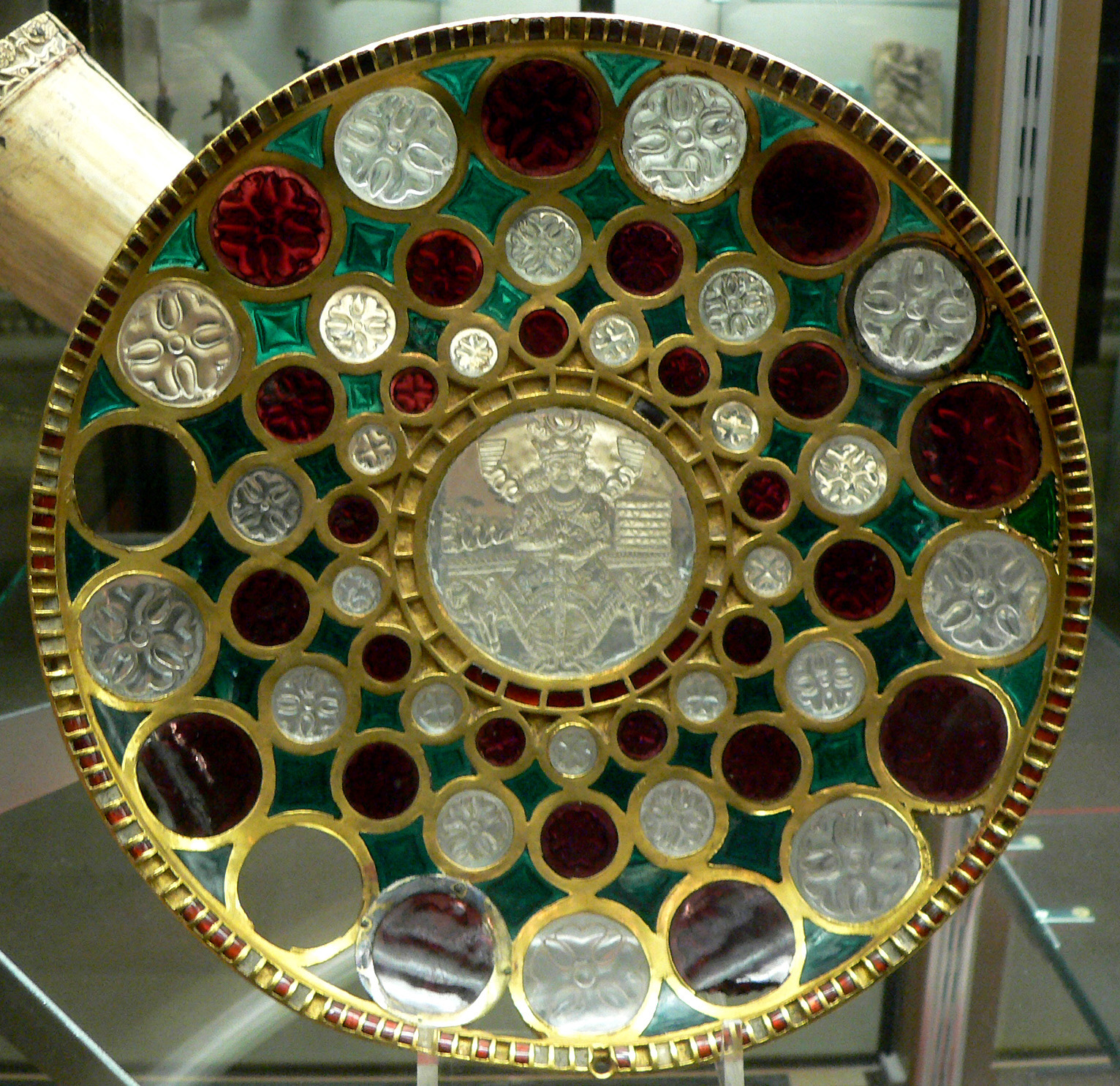
Coupe de Chosroes, ou « Coupe de Salomon »
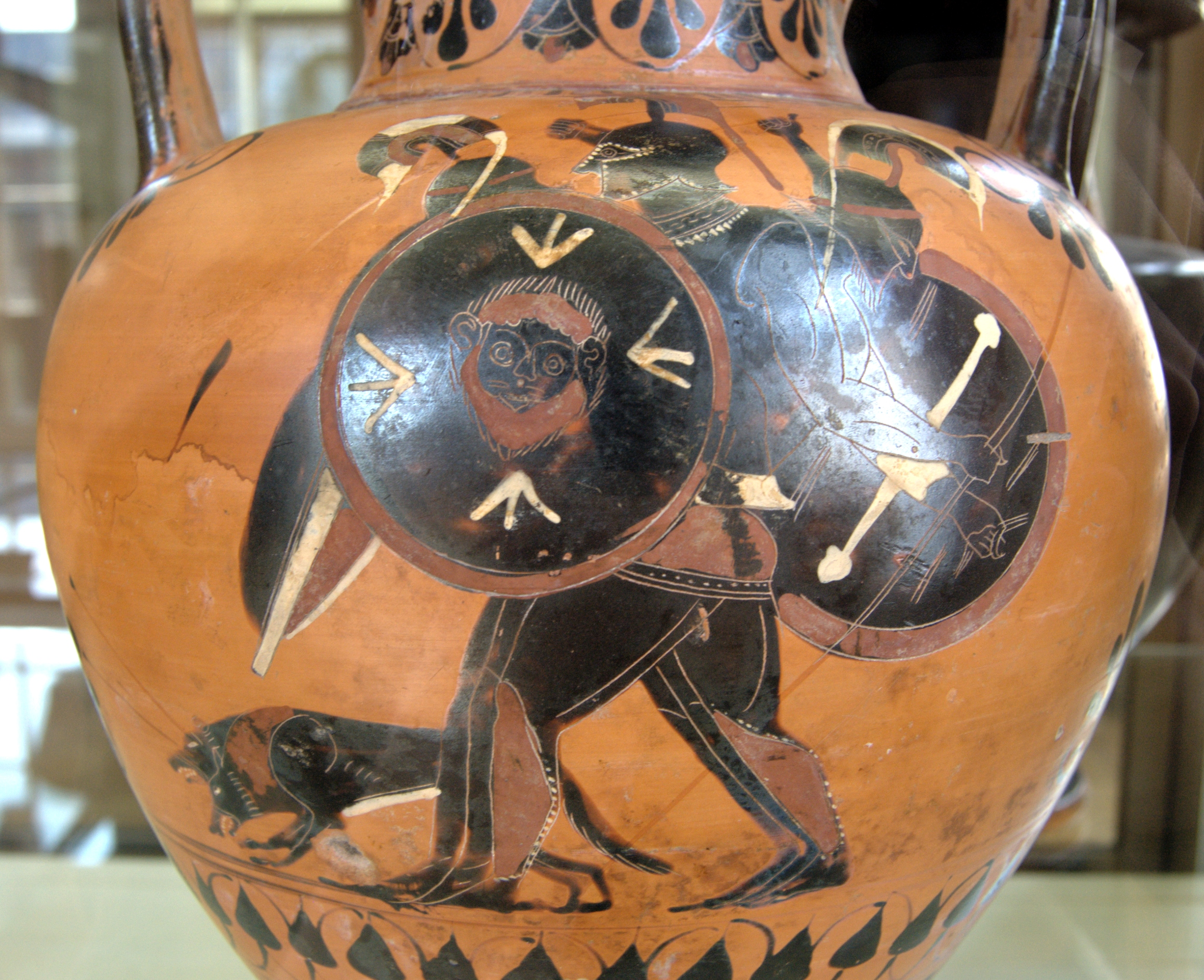
Vase de Geryon
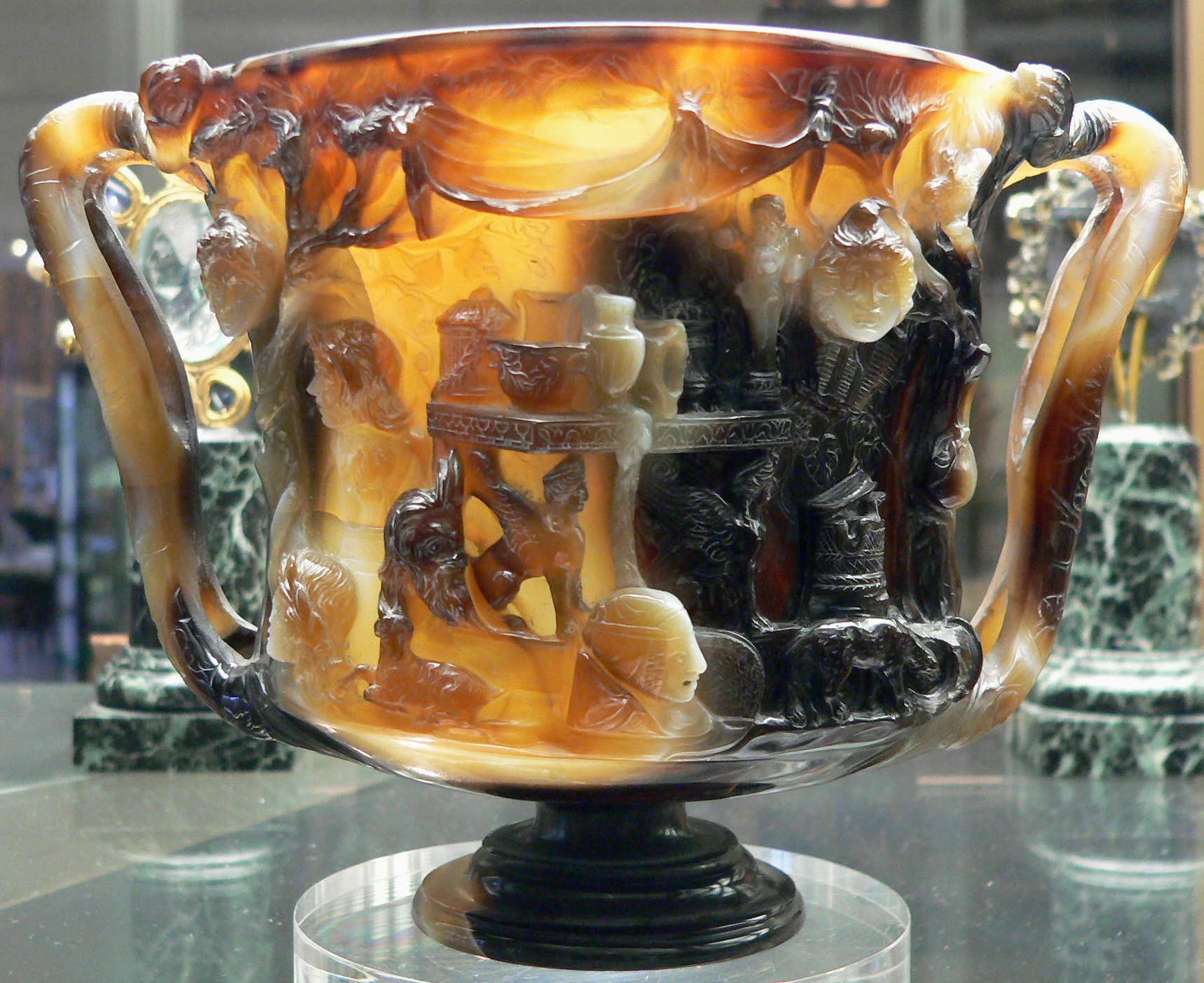
La célèbre coupe des Ptolémées
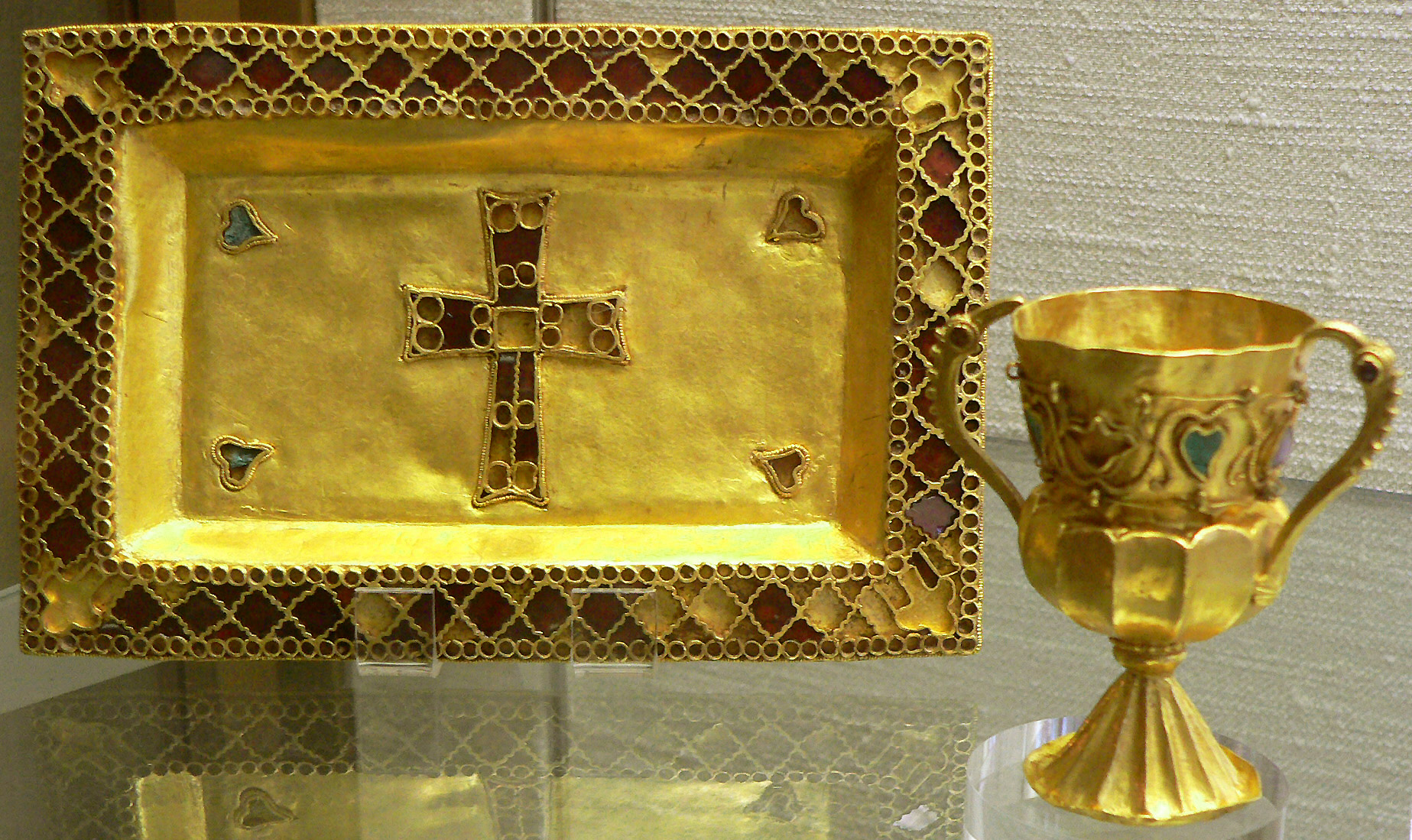
Le trésor de Gourdon
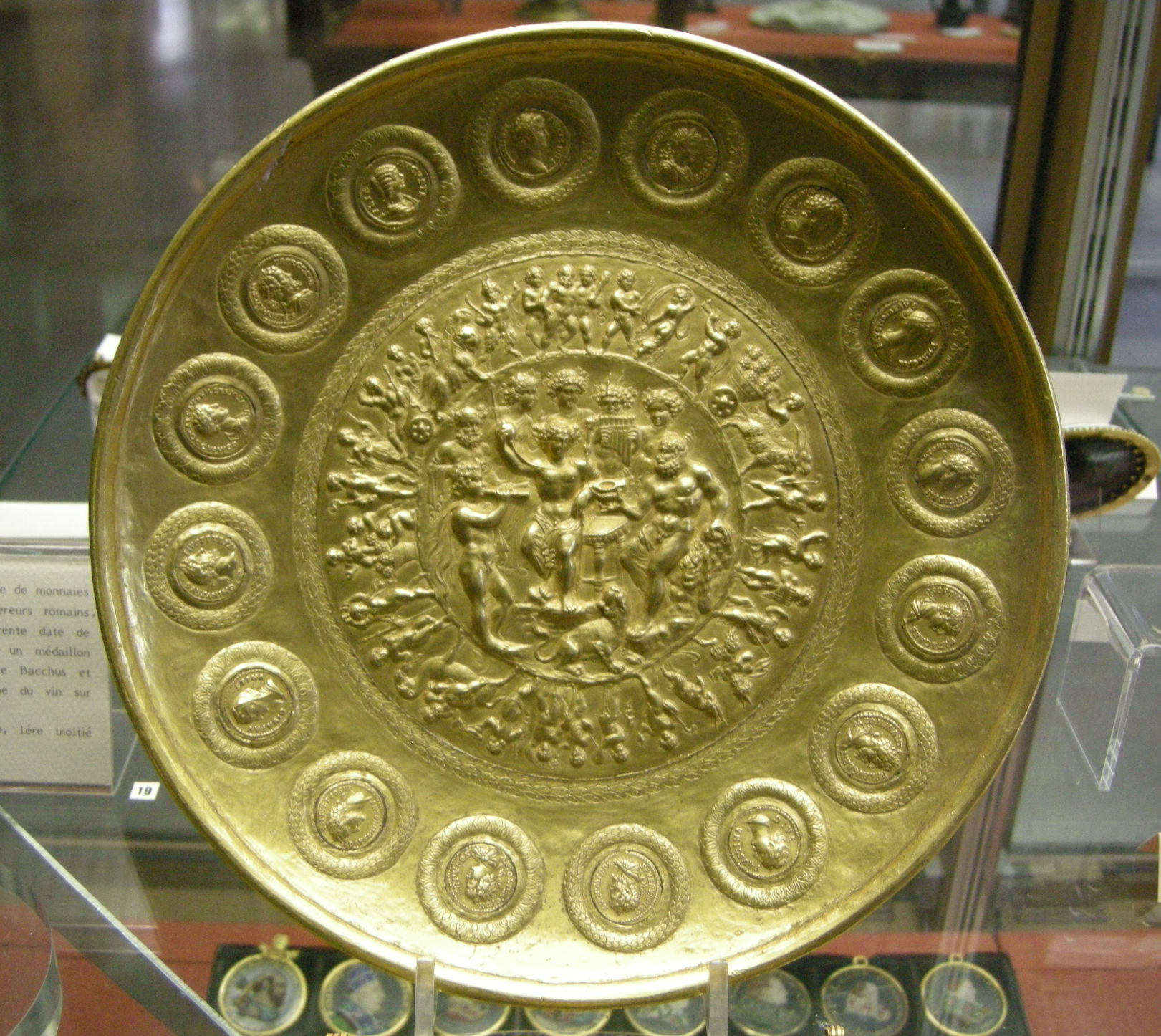
La patère de Rennes, orfèvrerie romaine
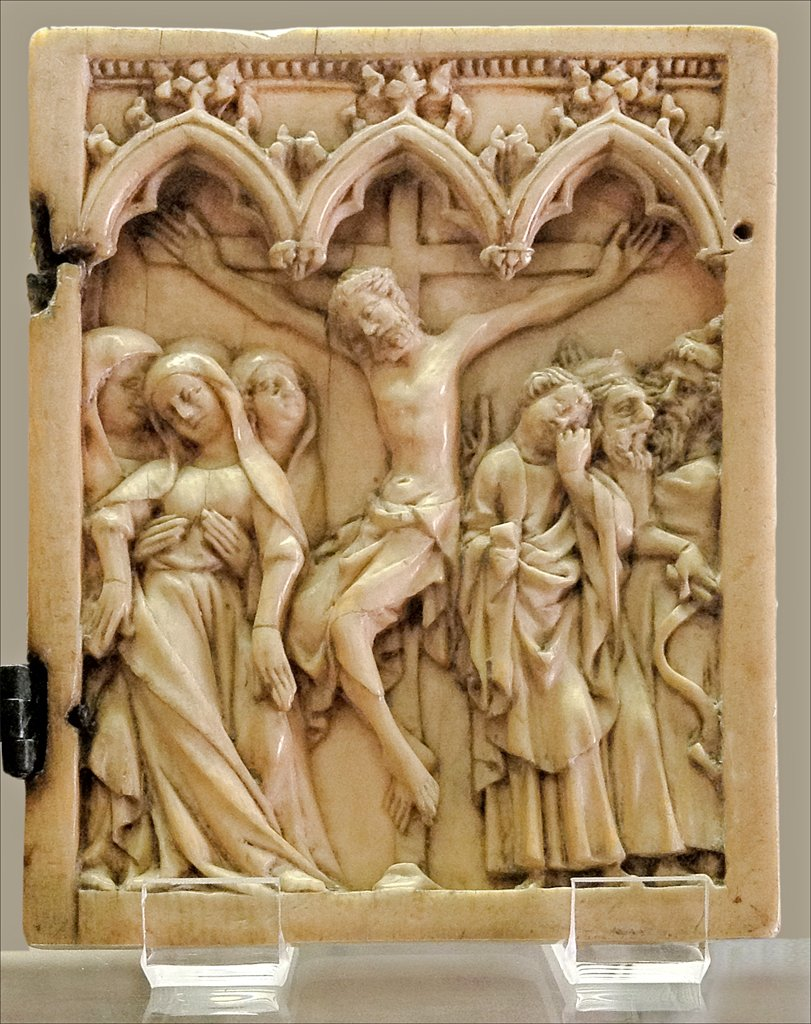
Crucifixion en marbre
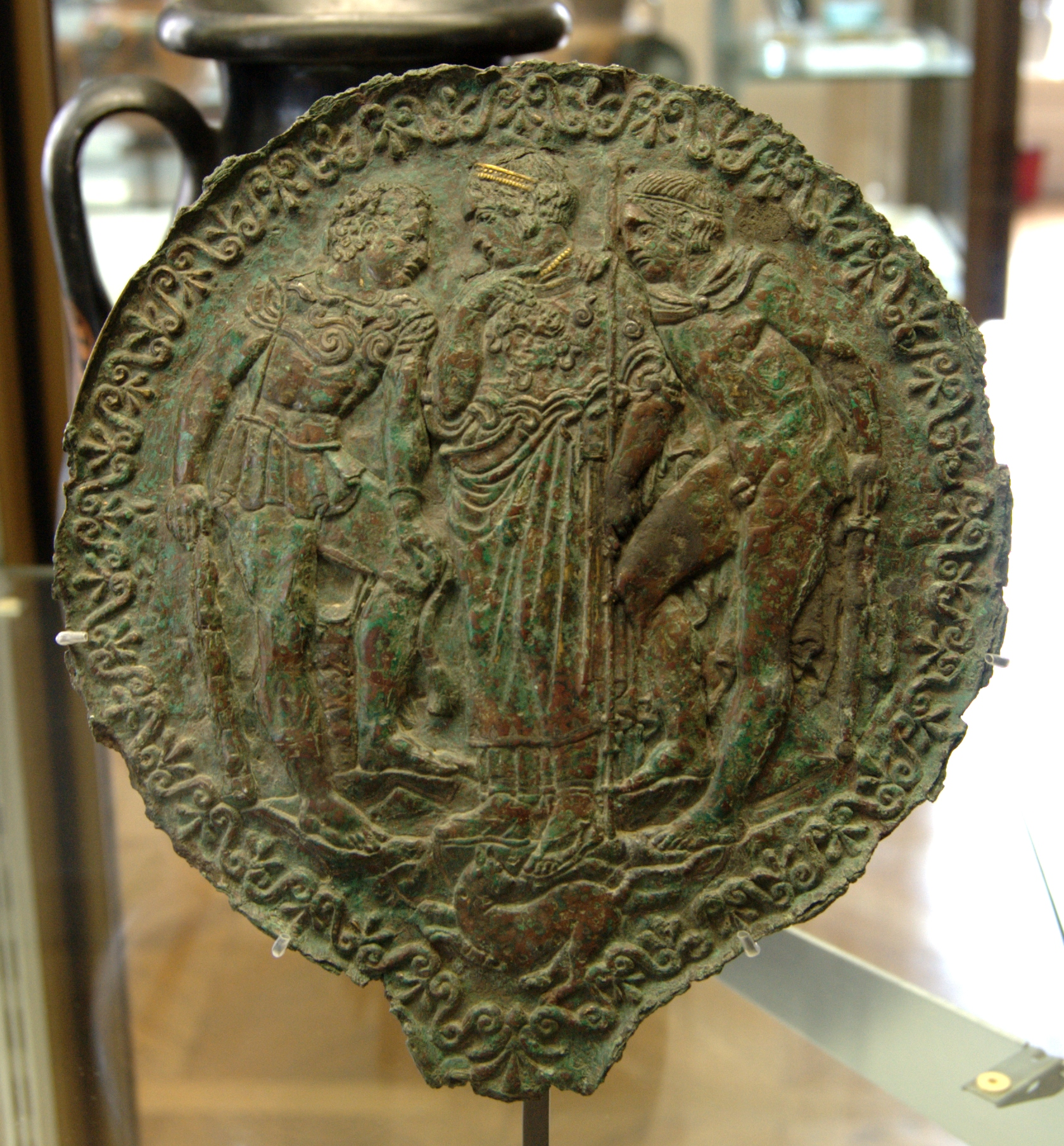
Miroir étrusque, avec Herakles et Minerve
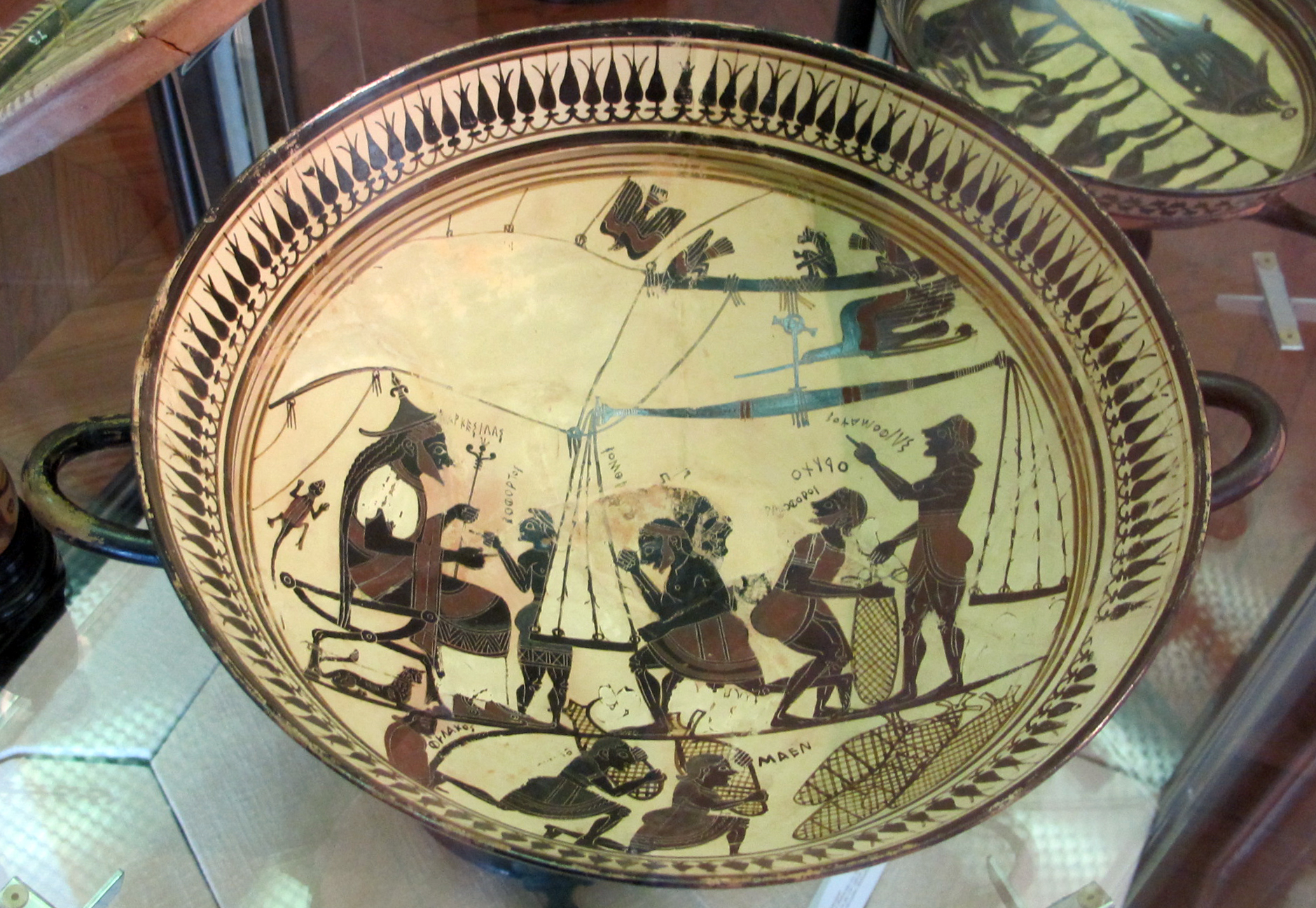
Coupe d'Arcésilas, kylix grec de Sparte, du peintre d'Arcésilas
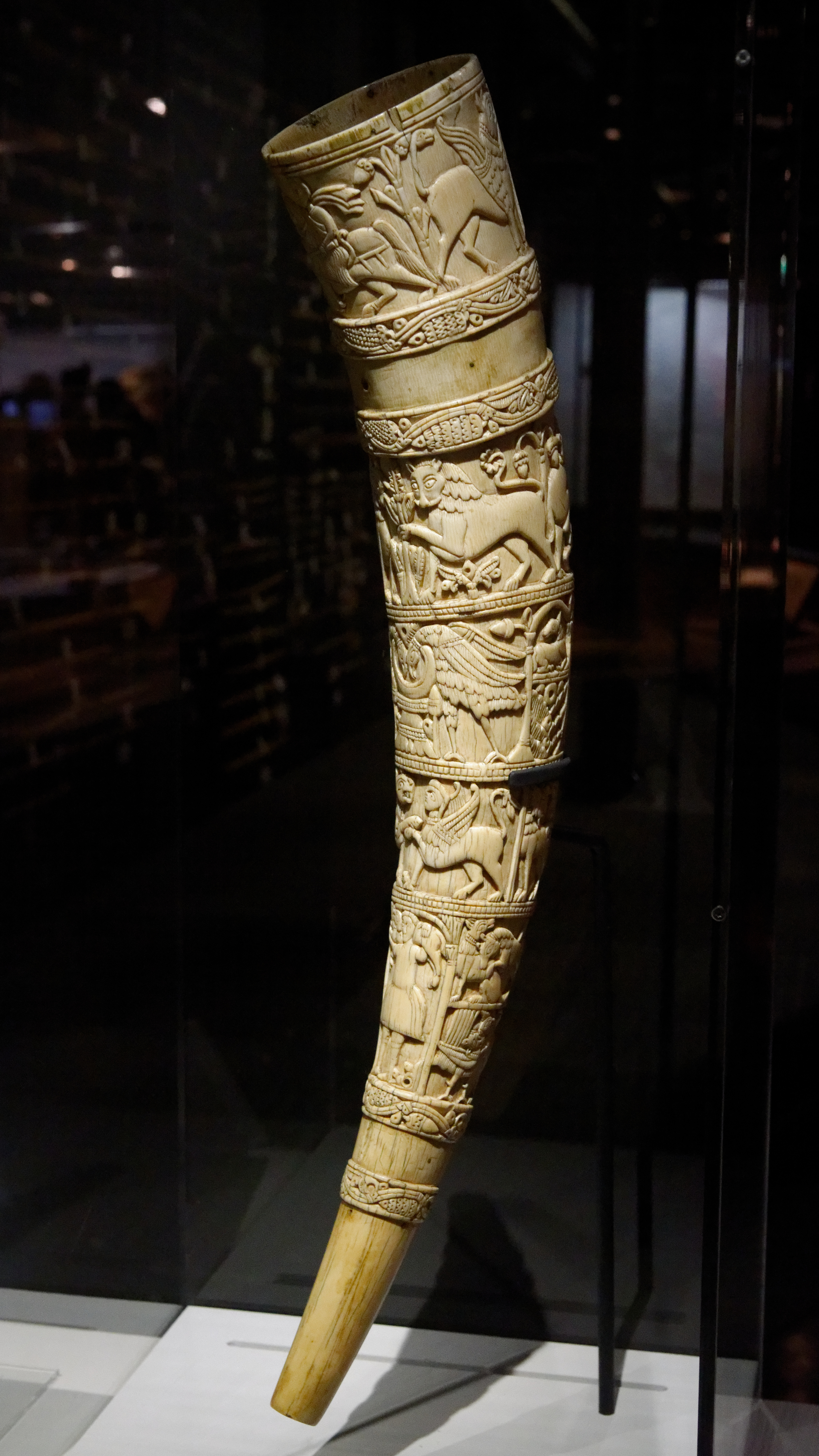
Olifant de la chartreuse de Portes, ivoire, XIe siècle
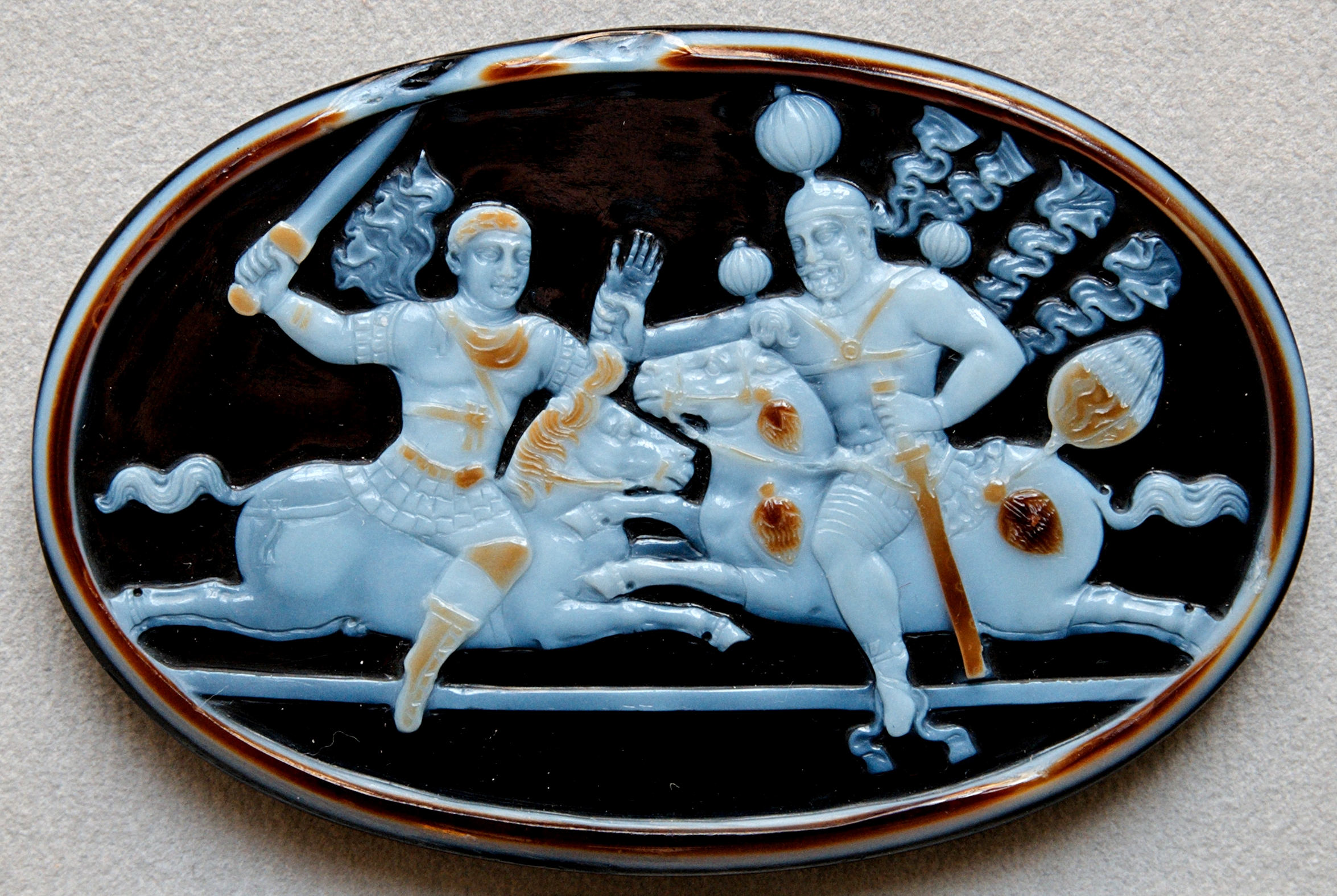
Camée de Valérien et Chapour Ier
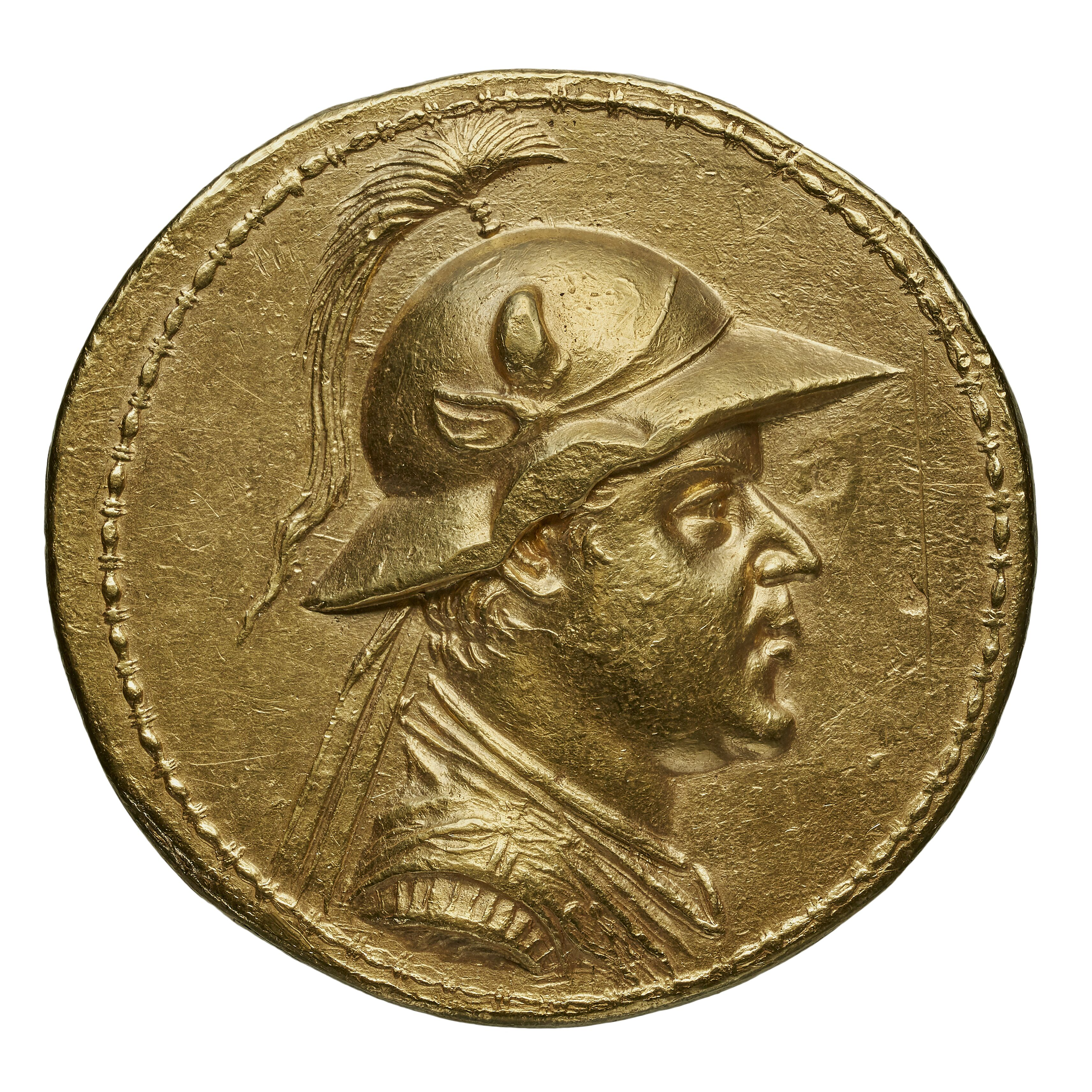
Eukratidéion, monnaie d'or de Bactriane du roi Eukratide Ier, IIe siècle av. n e
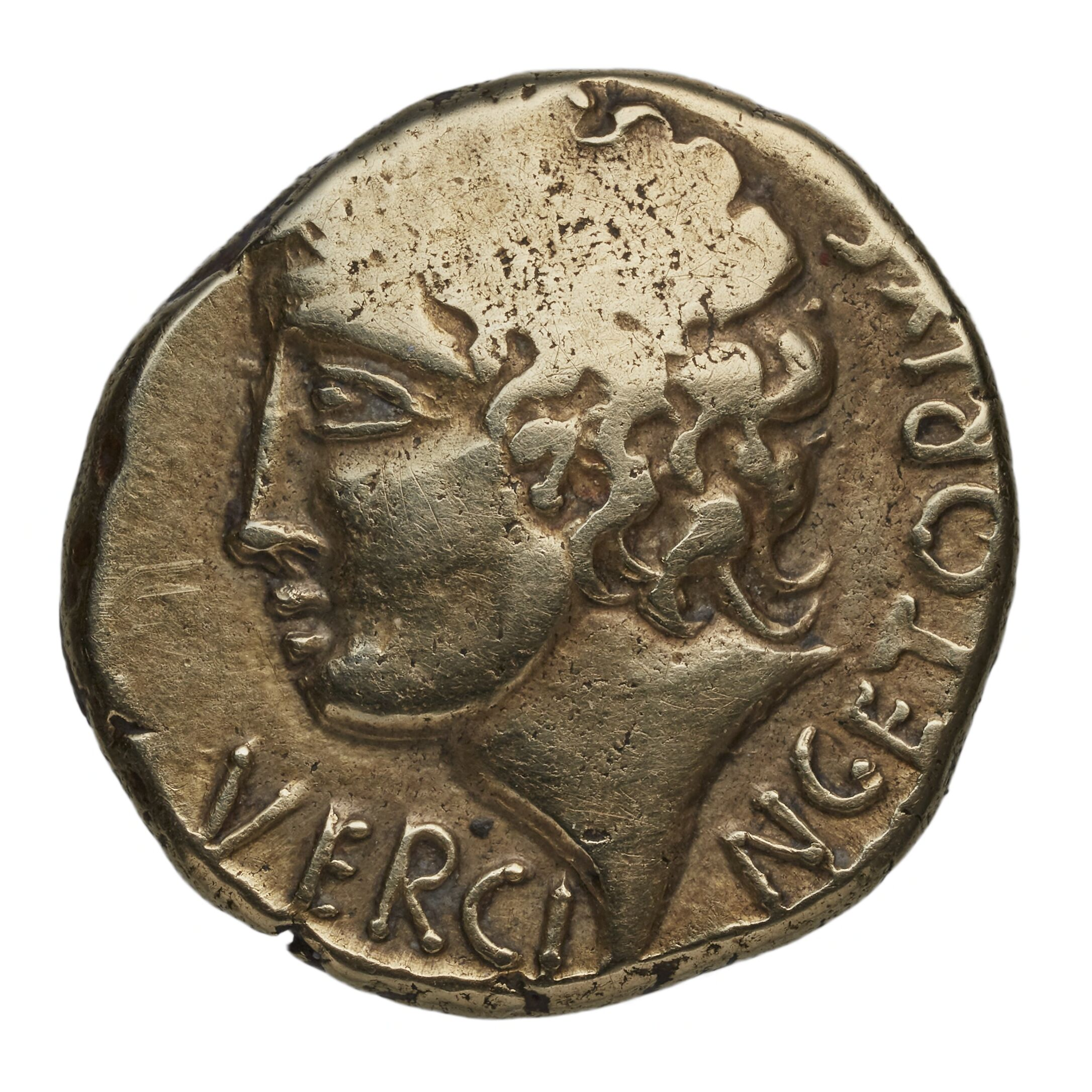
Statère d'or de Vercingétorix
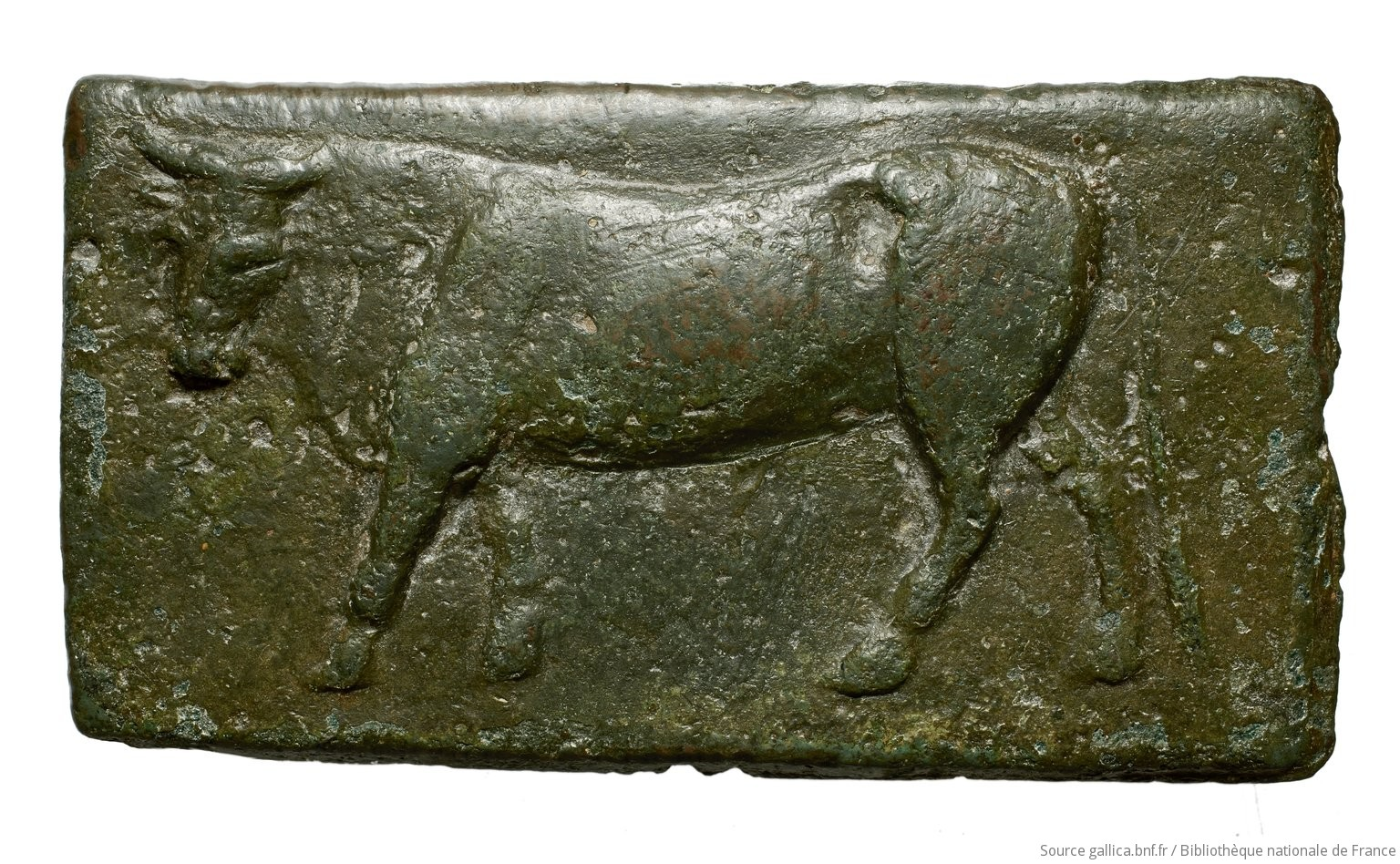
Aes signatum, parmi les plus anciennes monnaies de Rome
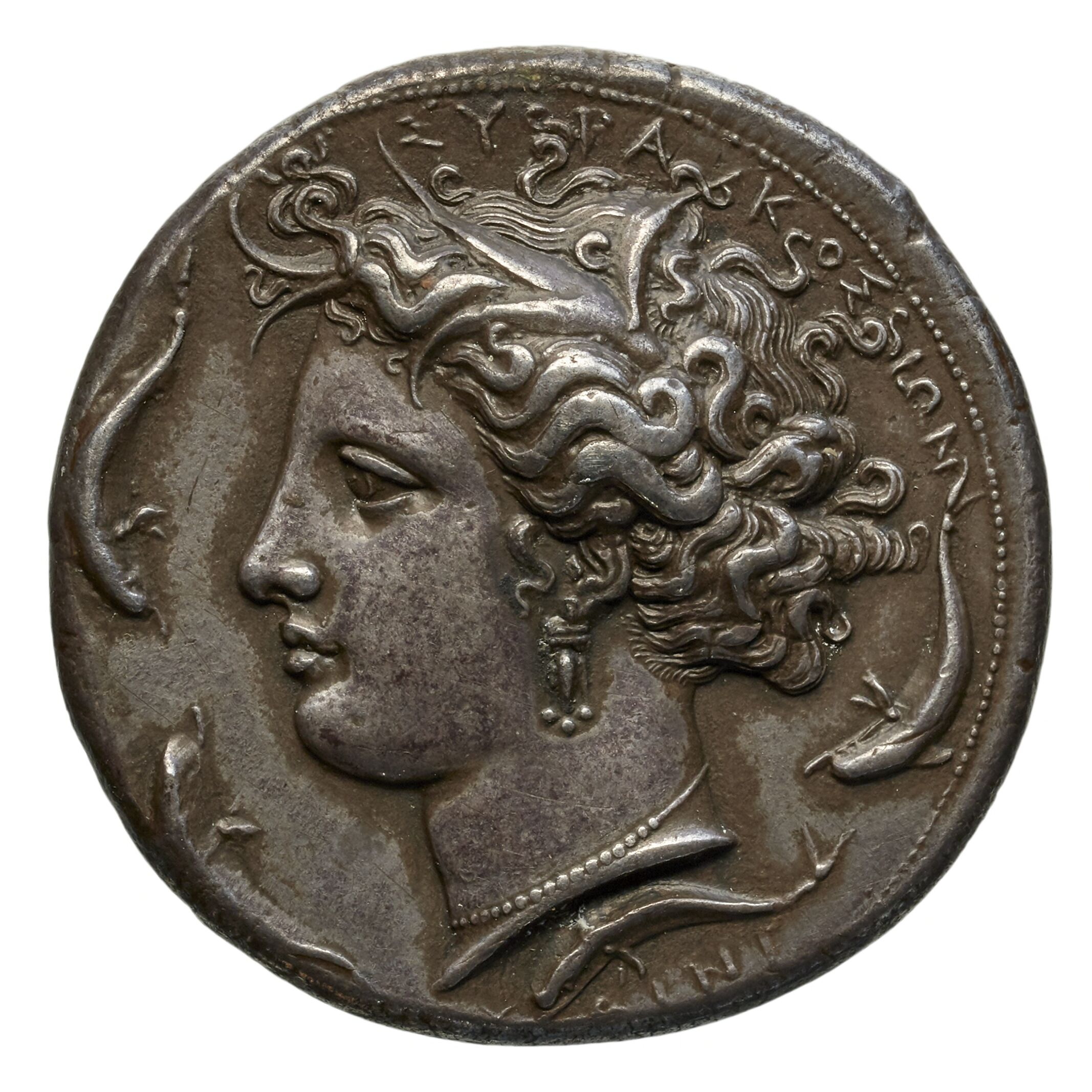
Décadrachme de Syracuse d'Évainète, souvent considéré comme l'un des chefs-d'œuvre de la numismatique grecque
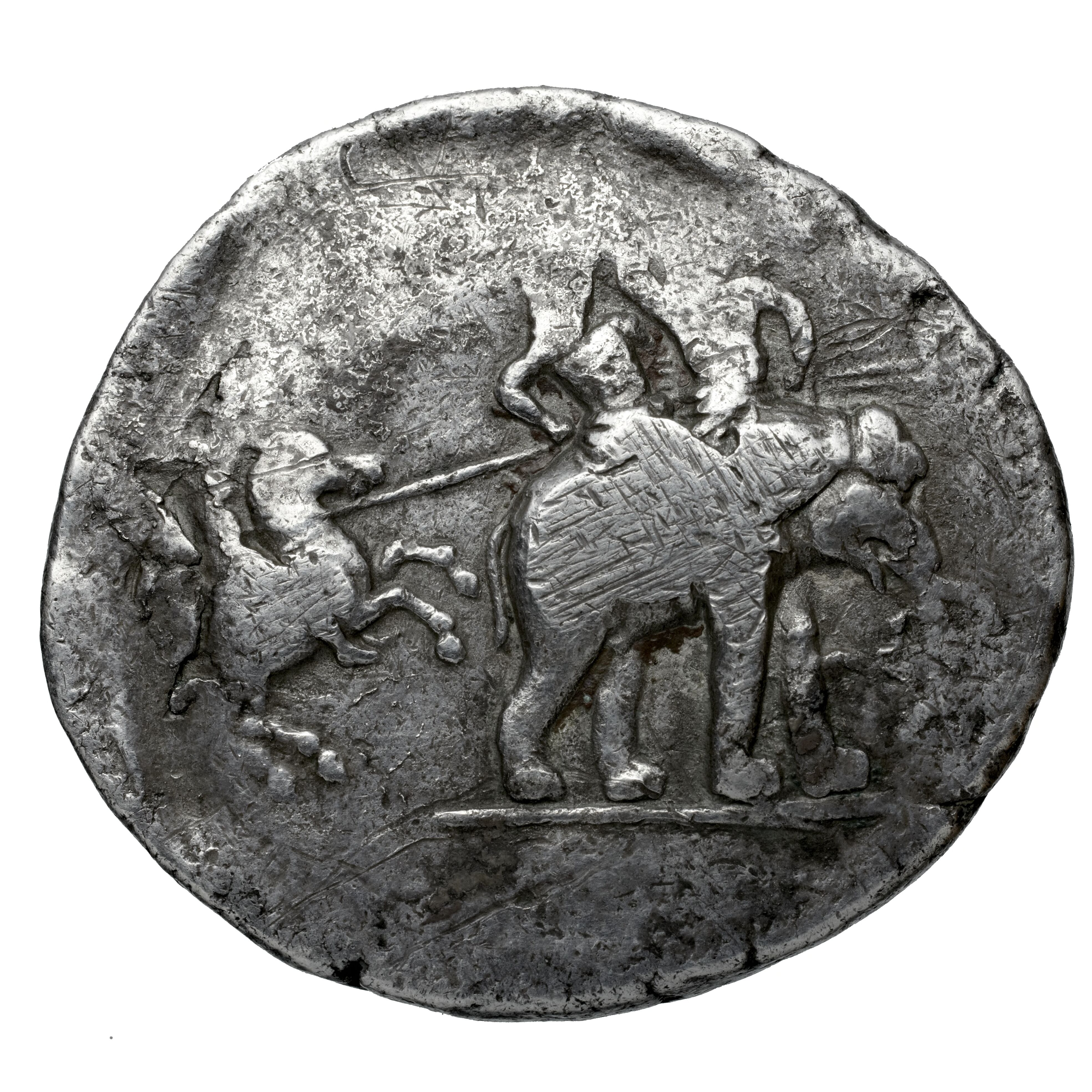
Décadrachme ou 5 shekels d'Alexandre le Grand
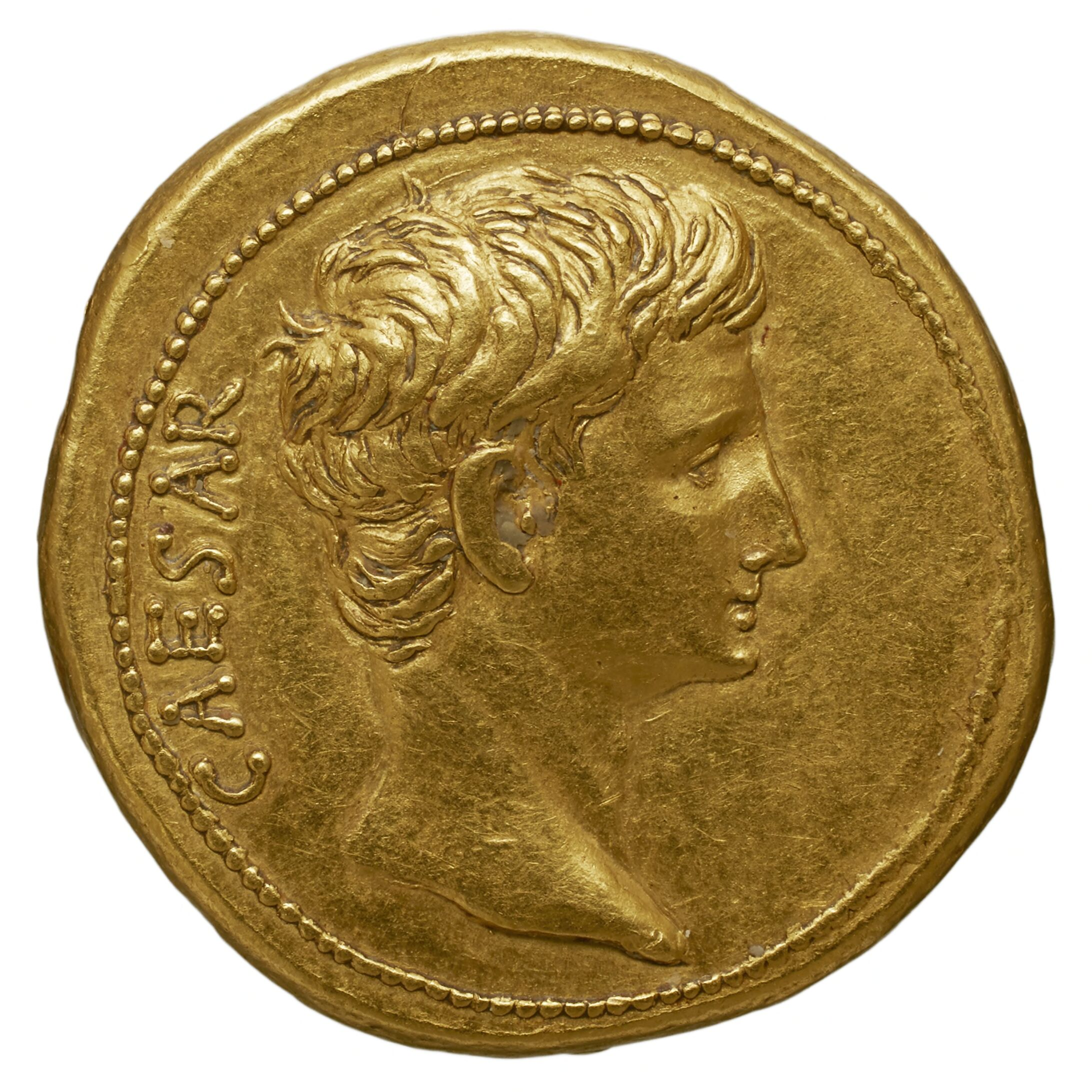
Aureus (monnaie d'or) d'Auguste

## Liste des personnalités responsables du lieu[17]
Le premier titre de la charge attribuée fut « intendant des médailles et antiques du roi » (1601), puis « intendant du Cabinet des médailles et antiques du roi » (1660), et enfin « commis à la garde de la Bibliothèque et du Cabinet des médailles du roi » (1666). Sous Louis XV, le titre devient « garde du Cabinet des médailles du roi ». Après 1795, sont nommés un « conservateur-professeur » et un « conservateur-bibliothécaire », double poste supervisé, la même année, par une fonction de président du conservatoire ou « directeur en charge du Cabinet des antiques et médailles ». Cette situation assez confuse introduisit des rivalités au sein des personnels jusqu'en 1848. Ensuite c'est un conservateur en chef qui est nommé au poste de directeur du département des dites collections.
- 1601-1620 : Pierre-Antoine de Rascas de Bagarris
- 1620-1664 : Jean de Chaumont-Quitry (d)  [?], et un certain Roddez [?]
- 1661-1666 : Bénigne Breunot (ou Bruno)
- 1666-1683 : Pierre de Carcavi
- 1683-1689 : Pierre Rainssant
- 1689-1712 : Marc-Antoine Oudinet
- 1712-1718 : Jean-François Simon
- 1719-1753 : Claude Gros de Boze
- 1754-1795 : Jean-Jacques Barthélemy
- 1795-1799 : André Barthélemy de Courcay
- 1799-1818 : Aubin-Louis Millin de Grandmaison
- 1818-1832 : Raoul-Rochette
- 1832-1840 : Jean-Antoine Letronne
- 1840-1859 : Charles Lenormant
- 1859-1890 : Anatole Chabouillet
- 1890-1892 : Henri Lavoix
- 1892-1924 : Ernest Babelon
- 1924-1937 : Adolphe Dieudonné
- 1937-1961 : Jean Babelon
- 1961-1975 : Georges Le Rider
- 1976-1987 : Hélène Pierre-Nicolet
- 1988-1990 : Cécile Morrisson
- 1991-2013 : Michel Amandry
- 2013-2023 : Frédérique Duyrat
- 2023-2024 : Isabelle de Cours (par intérim)
- 2024- : Cécile Colonna